# Paraliparis murieli
Paraliparis murieli är en fiskart som beskrevs av Matallanas, 1984. Paraliparis murieli ingår i släktet Paraliparis och familjen Liparidae. IUCN kategoriserar arten globalt som otillräckligt studerad. Inga underarter finns listade i Catalogue of Life.